# Tomoko Muramatsu
Pour les articles homonymes, voir Muramatsu.
Tomoko Muramatsu (村松 智子, Muramatsu Tomoko), née le 23 octobre 1994, est une joueuse internationale de football japonaise.

## Biographie
Le 4 août 2015, elle fait ses débuts avec l'équipe nationale japonaise contre l'équipe de Corée du Sud. Elle compte 4 sélections en équipe nationale du Japon entre 2015 à 2016.

## Statistiques
Le tableau ci-dessous présente les statistiques de Tomoko Muramatsu en équipe nationale
| Équipe du Japon | Équipe du Japon | Équipe du Japon |
| Année           | Matchs          | Buts            |
| --------------- | --------------- | --------------- |
| 2015            | 2               | 0               |
| 2016            | 2               | 0               |
| Total           | 4               | 0               |

## Palmarès
- Finaliste de la Coupe du monde des moins de 17 ans 2010